# Stazione di Pietralunga
La stazione di Pietralunga è stata una stazione ferroviaria posta lungo la ex linea ferroviaria a scartamento ridotto Arezzo-Fossato di Vico, chiusa dopo la Seconda guerra mondiale, a causa della distruzione provocata dal bombardamento del 22 maggio 1945; era a servizio del comune di Pietralunga.